# 张凤良
张凤良（1929年—），男，山东长清人，中国音乐活动家、评论家，曾任中国音乐家协会常务理事。